# 陈诗 (皮划艇运动员)
陈诗（1993年7月6日—），中国女子皮划艇运动员，2017年亚洲锦标赛女子单人划艇激流回旋和女子单人划艇激流回旋团体金牌得主、2018年亚洲运动会女子单人划艇激流回旋金牌得主。